# Mount Vernon, Washington
Mount Vernon är administrativ huvudort i Skagit County i delstaten Washington i USA. Orten fick sitt namn efter George Washingtons herrgård i Virginia. Vid 2010 års folkräkning hade Mount Vernon 31 743 invånare.

## Kända personer från Mount Vernon
- James Caviezel, skådespelare
- T.J. Oshie, ishockeyspelare